# 중앙아시아 요리

중앙아시아

중앙아시아 요리(中央Asia 料理)는 아시아 요리의 한 갈래로, 중앙아시아 지역의 요리들을 포함한다.

## 분류
중앙아시아 요리에 속하는 요리는 다음과 같다.
- 몽골 요리
- 아프가니스탄 요리
- 우즈베키스탄 요리
- 카자흐스탄 요리
- 키르기스스탄 요리
- 타지키스탄 요리
- 투르크메니스탄 요리
- 러시아 요리
  - 바시키르 요리
  - 타타르 요리
- 중국 요리
  - 위구르 요리
  - 티베트 요리

## 같이 보기
- 남아시아 요리
- 동아시아 요리
- 서아시아 요리
- 북아시아 요리